# 乔普洛耶 (图拉州)
乔普洛耶（羅馬化：Tyoploye；意为“温暖”）是俄罗斯图拉州的工人村（市级镇）、乔普洛耶-奥加廖沃区行政中心，地处图拉州南部，在州府图拉南方。设有同名铁路车站。
该地是乔普洛耶-奥加廖沃区第二个行政中心，此前区行政中心位于奥加廖沃村。该地2021年人口有4,838人；2010年人口5,115；2002年人口5,457；1989年人口5,740。